# Petro Sičko
Petro Vasylovyč Sičko (* 18. srpna 1926, Vytvytsia, Ivanofrankivská oblast – 5. července 2010, Riga) byl ekonom, politický vězeň, člen Ukrajinské Helsinské skupiny, po roce 1989 člen a předseda Ukrajinské demokratické strany.

## Život
Petro Sičko pocházel z rolnické rodiny ve vesnici Vyvytsia. Měl dva starší bratry Josypa a Ivana (* 1919). Za války byl od roku 1942 členem OUN a od roku 1944 politickým komisařem Ukrajinské povstalecké armády (UPA). Během studia na katedře jazyků a literatury Černovické univerzity založil podzemní studentskou organizaci „Orhanizatsiya bortsiv za vilnu Ukrainu“ (Organizace bojovníků za svobodnou Ukrajinu).
12. února 1947 byl zatčen NKVD a odsouzen vojenským tribunálem MGB k smrti. Rozsudek byl později zmírněn na 25 let vězení, 5 let vyhnanství a 5 let zbavení občanských práv. Jeho pozdější žena Stefaniya Petraš, členka podzemní OUN a učitelka, byla zatčena v témže roce a odsouzena na 10 let v pracovních táborech na Kolymě. Petro Sičko byl nejprve umístěn do lágru Šodrovo, kde velká část vězňů umírala hladem a těžkou prací, poté prošel několika pracovními tábory na Kolymě. Roku 1954 se setkal v nemocnici se Stefanií, která už byla propuštěna z tábora a žila na Kolymě ve vyhnanství. V lednu byl Petro propuštěn do vyhnanství a 9. ledna se oženil ale oba zůstali ve vyhnanství na Kolymě. 22. prosince 1956 se jim zde narodil syn Vasyl.
Trest Petro Sička zkrátila komise Nejvyššího sovětu SSSR na 15 let a 20. března 1957 mu soud v Magadanu povolil návrat k rodině jeho bratra na Ukrajinu do obce Dolyna. Zde si manželé postavili dům a 26.5.1960 narodil jejich druhý syn Volodymyr a roku 1963 dcera Oksana. Petro nastoupil do práce v továrně na kovové výrobky a od roku 1958 začal studovat na Fakultě ekonomie, kovových konstrukcí a lehkého průmyslu na Polytechnice ve Lvově. KGB mu nedovolila studium dokončit, když odmítl nabídku ke spolupráci, ale roku 1973 dokončil jednoroční kurs pro ekonomy. Byl zaměstnán jako inženýr a ekonom v továrně na kovové výrobky ve Verkhnii Strutyn. Roku 1977 byl přesunut k nekvalifikované práci a na výročí 60 let od Bolševické revoluce byl zatčen na základě nepodloženého obvinění z úmyslu zavraždit stranického tajemníka a děkana fakulty. V prosinci byl propuštěn z práce a po zahájení protestní hladovky znovu přijat. Po zatčení svého syna Vasyla se vzdal občanství v SSSR a požádal o povolení emigrovat ze Sovětského svazu pro celou svou rodinu.
Stejně jako předtím jeho syn Vasyl se 30. dubna 1978 stal členem Ukrajinské Helsinské skupiny. Publikoval zprávu o porušování lidských práv v Sovětském svazu a jako příklad uváděl členy své rodiny. Zasazoval se také za práva Řeckokatolické církve na Ukrajině, protestoval proti ničení a uzavření jejích kostelů. V lednu 1979 se mu podařilo dostat do soudní síně během procesu s V. Striltsivem a o přestávce apeloval na svědky obžaloby, aby nepodlehli vlivu KGB. V březnu u něj policie provedla domovní prohlídku. Zúčastnil se panychidy za V. Ivasjuka, zavražďeného KGB v dubnu 1979.
6. června 1979 byl spolu se svým synem Vasylem (22 let) zatčen a obviněn ze „záměrně falešných prohlášení, která pomlouvají sovětský politický a sociální systém.“ 4. prosince 1979 byli oba odsouzeni a Petro dostal trest tří let v pracovním táboře se zostřeným režimem. Byl transportován do lágru UL-314/11 poblíž města Brjanka v Luhanské oblasti. Mladší syn Volodymyr, student Matematické fakulty na Kyjevské státní univerzitě, dostal povolení rozloučit se s otcem a bratrem, ale poté nebyl připuštěn ke zkouškám a v březnu 1980 byl ze studií vyloučen. Vzdal se sovětského občanství a odmítl službu v armádě. V prosinci 1980 byl zatčen a odsouzen na 3 roky vězení v pracovním táboře se zpřísněným režimem. Po propuštění pracoval jako řidič a studia mohl dokončit až roku 1994 po obnovení Ukrajinské suverenity. Volodymyr Sičko se po propuštění z vězení oženil a roku 1996 odcestoval na krátkodové vízum do USA, protože doma nemohl najít zaměstnání.
Stefanyia a jejich dcera Oksana byly po celou dobu pod dohledem KGB a v době konání Olympiády v Moskvě měly domádí vězení. Oksana po ukončení střední školy nebyla připuštěna ke studiu na vysoké škole a vybrala si jako náhradu výtvarnou školu v Kolomiye. Roku 1982 se jí podařilo překročit hranici do Lotyšska, kde úspěšně absolvovala Lékařskou fakultu a Medicínský institut v Rize. Nastoupila do Ústřední nemocnice v Rize, provdala se a je matkou dvou dětí.
Petro Sičko byl deset dní před propuštěním znovu obviněn, když dozorci objevili „protisovětské dokumenty“, které mu do boty vložil jiný vězeň. Další tři roky strávil v pracovním táboře YZ-17/90 v Chersonu. Vasyl měl být propuštěn, pokud projeví „lítost“, což odmítl. Do jeho osobních věcí byly podstrčeny drogy a v lednu 1982 dostal další tříletý trest vězení. Byl propuštěn spolu s otcem roku 1985 a další rok strávil v nemocnici pro onemocnění tuberkulózou. Petro Sičko byl po jeden rok pod policejním dozorem a pracoval jako dělník na pile.
Petro i Vasyl Sičko byli v letech 1987–1988 aktivními členy Ukrajinské Helsinské skupiny a 1. listopadu 1988 zakládajícími členy Ukrajinské demokratické strany, roku 1990 přejmenované na Ukrajinskou křesťanskodemokratickou stranu (UCDP). Petro působil v Hlavní radě strany a byl předsedou její organizace v Ivanofrankivské oblasti. Roku 1989 organizoval vzpomínkové akce na paměť Volodymyra Ivasjuka a několik protestních pochodů za životní prostředí. Byl několikrát zatčen a držen 15 dní ve vazbě, kde byl zbit. Stefaniya Petraš zemřela roku 1996.
Roku 1994, 1998 a 2002 byl kandidátem UCDP v parlamentních volbách. V letech 2002–2003 zastával funkci předsedy Ukrajinské demokratické strany, ale roku 2003 Ministerstvo vnitra zrušilo straně registraci. V závěru života žil Petro Sičko v Doněcku. Roku 2006 obdrželi Petro, Vasyl a Stefaniya Řád za odvahu z rukou prezidenta Ukrajiny. Roku 2010 se vydal navštívit svou dceru Oksanu do Rigy a 5. července 2010 zde zemřel. Je pohřben ve Lvově spolu se svou ženou a synem Vasylem.
Vasyl Sičko odcestoval roku 1997 do USA, kde 11. listopadu 1997 za nevyjasněných okolností tragicky zahynul v Chicagu. Jeho žena Lesya vychovávala jejich dvě děti (Petro, Stefa) s pomocí jejich dědečka Petro Sička.